# Ludwig Eduard Lütke

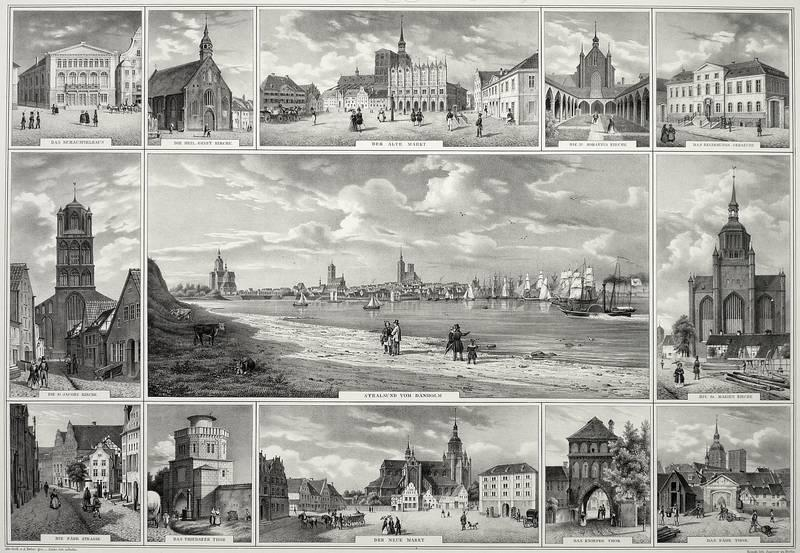
Ansichten von Stralsund 1840

Ludwig Eduard Lütke (* 26. Februar 1801 in Berlin; † 10. März 1850 ebenda) war ein deutscher Vedutenmaler und Lithograf.
Das Malerhandwerk erlernte er bei seinem Vater, dem Maler Peter Ludwig Lütke (1759–1831).
Ludwig Eduard Lütke schuf Veduten und Landschaftsbilder, vor allem aus Berlin, Schlesien und Pommern, in Öl und Aquarell. Neben den großformatigen Werken schuf er auch Lithografien, darunter das „Album von Berlin und Potsdam in zweiunddreißig Original-Ansichten“ (mit F. Meyer).
Viele seiner Werke wurden im Königlichen Lithographischen Institut in Berlin gedruckt.